# Shailendra Kumar Upadhyaya
Shailendra Kumar Upadhyaya (Benares, 17 april 1929 - Mount Everest, 9 mei 2011) was een Nepalees politicus. In 1986 werd hij benoemd tot minister van Buitenlandse Zaken.
Upadhyaya overleed op 9 mei 2011 tijdens een poging om de oudste mens ooit te worden die de Mount Everest beklom.